# Авдо Хоџић
Авдо Хоџић Хоџа (Сарајево, 2. јул 1921 — Златни Бор, изнад Таре , 8. јун 1943) био је учесник Народноослободилачке борбе и народни херој Југославије.

## Биографија
Рођен је 2. јул 1921. године у Сарајеву. Пре Другог светског рата био радник.
Учесник Народноослободилачке борбе и члан Комунистичке партије Југославије је од 1941. године.
Погинуо је 8. јуна 1943. године на Златном Бору, изнад Тара, за време Пете непријатељске офанзиве, као политички комесар чете у Другом батаљона Шестре пролетерске источнобосанске ударне бригаде.
Сахрањен је у Гробници народних хероја у спомен-парку Враца, на планини Требевићу, код Сарајева.
За народног хероја проглашен је 5. јула 1951. године.